# Platycelyphium voense
Genre
Espèce
Synonymes
- Commiphora voensis Engl.[2]
- Platycelyphium cyananthum Harms[2]

Platycelyphium voense est une espèce de plantes à fleurs dicotylédones de la famille des Fabaceae, sous-famille des Faboideae, originaire d'Afrique orientale. C'est l'unique espèce acceptée du genre Platycelyphium (genre monotypique).

## Étymologie
Le nom générique, « Platycelyphium », dérive de deux racines grecques : πλατύς  (platys), « large, plat », et κέλυφος (kelyphos), « coquille, gousse, étui, creux », en référence aux gousses papyracées, plates, indéhiscentes